# Szolnoki Vízilabda Sportclub
El Szolnoki Vízilabda Sportclub es un club de waterpolo húngaro en la ciudad de Szolnok.

## Historia
El club fue fundado en 1921. 
Algunos de los deportistas famosos que han jugado en el equipo son: Otto Boros y István Hasznos.

## Palmarés de waterpolo
- 10 veces campeón de la liga de Hungría de waterpolo masculino: 1954, 1957, 1958, 1959, 1961, 1964, 2015, 2016, 2017, 2021
- 3 veces campeón de la copa de Hungría de waterpolo masculino: 1966, 1968, 1985, 2014, 2016, 2017
- 2 veces campeón de la supercopa de Hungría de waterpolo masculino: 2016, 2017
- 1 vez campeón de la Liga de Campeones LEN de waterpolo masculino: 2017
- 1 vez campeón de la supercopa de Europa de waterpolo masculino: 2017
- 1 vez campeón de la copa LEN de waterpolo masculino: 2021